# Niederlützingen
Niederlützingen ist ein Ortsteil in der Ortsgemeinde Brohl-Lützing im rheinland-pfälzischen Landkreis Ahrweiler. Bis 1970 war Niederlützingen eine eigenständige Gemeinde.

## Geographie
Das Dorf liegt am Rand der Osteifel im Landschaftsschutzgebiet „Rhein-Ahr-Eifel“. Zu Niederlützingen gehören auch die im Brohltal liegenden Wohnplätze Auf dem Eichholz, Haus Drei Birken, Haus Netz, Netzermühle, Schweppenburg, Waldesruh und Zerwasmühle.

## Geschichte

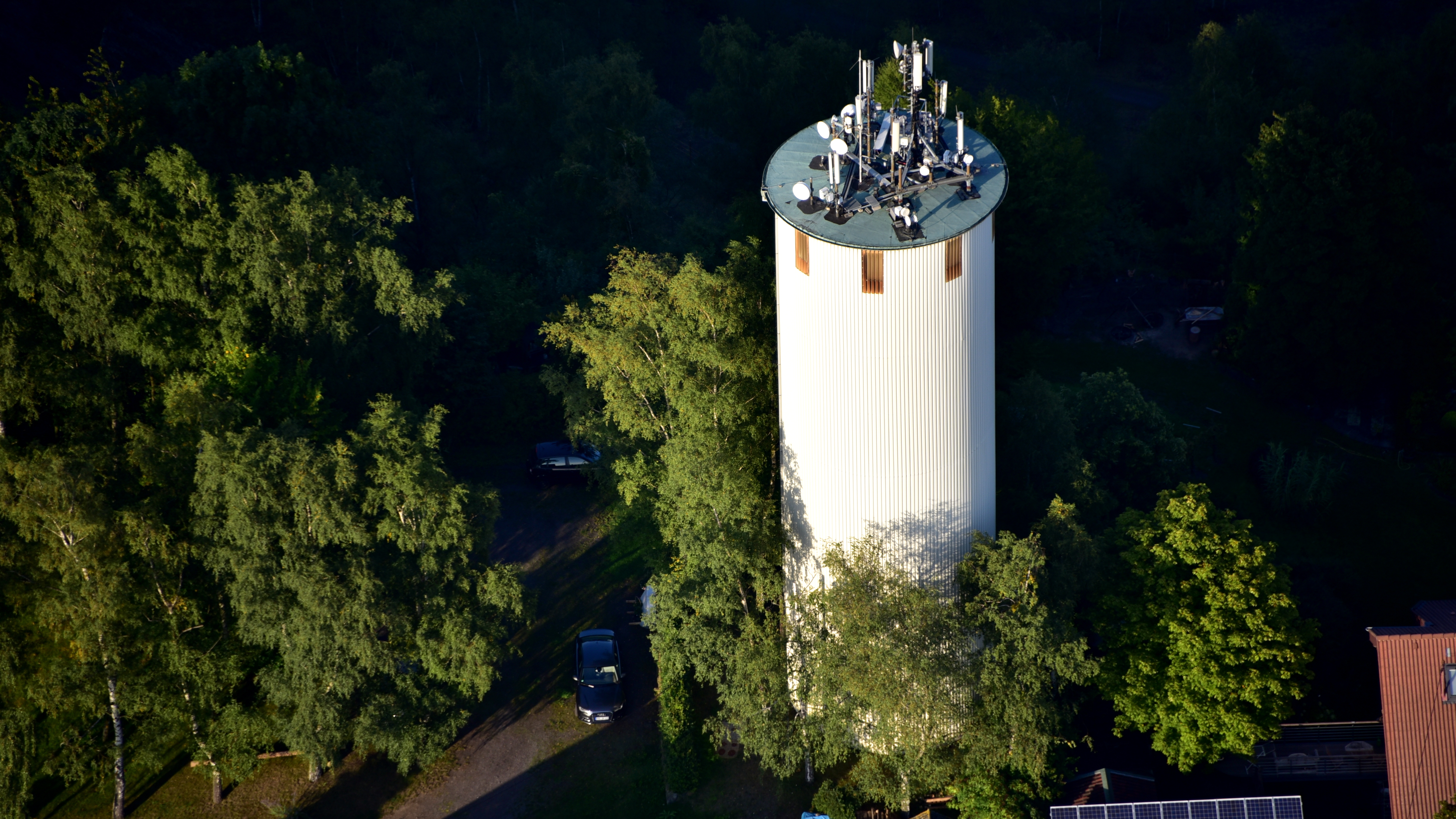
Niederlützingen, Wasserturm, Luftaufnahme (2017)

Im 12. Jahrhundert wurde der Ort Luzino oder Lutznik erstmals urkundlich erwähnt, eine Unterscheidung zwischen Nieder- und Oberlützingen gab es noch nicht. Im 13. Jahrhundert gab es vermutlich schon eine Kirche, ein Pleban von Lutznik wurde 1271 genannt. Kollator der Kirche zu Niederlützingen war der jeweilige Inhaber der im Pfarrbezirk liegenden Schweppenburg. Niederlützingen gehörte zur Herrschaft Breisig, welche Eigentum des Reichsstifts Essen war. Die Herzöge von Jülich waren die Schirmvögte.
Um 1561 war der niederlützinger Kaplan Balthasar Stolzenberg mit der Gemeinde zur evangelischen Lehre übergetreten. Stolzenberg wurde daraufhin vom Trierer Erzbischof Johann V. von Isenburg mit dem Kirchenbann belegt. Aus einer Notiz von 1570 geht hervor, dass in der Niederlützinger Pfarrkirche die evangelische Lehre verkündet wurde. Im Jahr 1587 besetzten jülische Truppen unter Herzog Wilhelm von Jülich die Herrschaft Breisig, alle protestantischen Prediger wurden vertrieben. Die Bevölkerung wurde unter Androhung von hohen Geldstrafen aufgefordert, sich zur römischen Kirche zu bekennen, was aber zunächst nur von geringem Erfolg war. Erst Ende des 17. Jahrhunderts waren annähernd alle Einwohner wieder katholisch.
Im Jahr 1747 erhielten die Herzöge von Jülich nach langen Streitigkeiten Anteil an der Landeshoheit uber die Herrschaft Breisig, sodass Essen und Jülich gemeinschaftlich regierten.
Nach der Besetzung des Linken Rheinufers im Ersten Koalitionskrieg (1794) wurde die Verwaltung der Region nach französischem Vorbild reorganisiert.
Von 1798 bis 1814 gehörte Niederlützingen zum Kanton Andernach im Rhein-Mosel-Departement.
Aufgrund der Beschlüsse auf dem Wiener Kongress (1815) wurden wesentliche Teile des Rheinlands dem Königreich Preußen zugeordnet. Unter der preußischen Verwaltung kam Niederlützingen zum neu errichteten zum Kreis Mayen im Regierungsbezirk Coblenz und von 1822 an zur damals neu gebildeten Rheinprovinz. Die Gemeinde Niederlützingen wurde von der Bürgermeisterei Burgbrohl verwaltet.
Nach dem Zweiten Weltkrieg wurde Niederlützingen innerhalb der französischen Besatzungszone Teil des damals neu gebildeten Landes Rheinland-Pfalz.
Im Rahmen der rheinland-pfälzischen Funktional- und Gebietsreform wurde am 7. November 1970 die bis dahin eigenständige Gemeinde Niederlützingen mit 955 Einwohnern und einer Fläche von 6,85 km² mit der Gemeinde Brohl zu einer neuen Gemeinde zusammengefasst, die am 1. Februar 1971 in Brohl-Lützing umbenannt wurde. Gleichzeitig wurde Niederlützingen aus dem aufgelösten Landkreis Mayen in den Landkreis Ahrweiler umgegliedert.